# Воннок 1
Воннок 1 (англ. Whonnock 1) — індіанська резервація в Канаді, у провінції Британська Колумбія, у межах регіонального округу Метро-Ванкувер.

## Населення
За даними перепису 2016 року, індіанська резервація не ма постійного населення.

## Клімат
Середня річна температура становить 9,6°C, середня максимальна – 20,7°C, а середня мінімальна – -2,6°C. Середня річна кількість опадів – 2 015 мм.
| Клімат поселення                              | Клімат поселення | Клімат поселення | Клімат поселення | Клімат поселення | Клімат поселення | Клімат поселення | Клімат поселення | Клімат поселення | Клімат поселення | Клімат поселення | Клімат поселення | Клімат поселення | Клімат поселення |
| Показник                                      | Січ.             | Лют.             | Бер.             | Квіт.            | Трав.            | Черв.            | Лип.             | Серп.            | Вер.             | Жовт.            | Лист.            | Груд.            |                  |
| Середній максимум, °C                         | 6,81             | 8,92             | 11,01            | 13,44            | 16,71            | 19,35            | 20,06            | 20,71            | 17,75            | 13,16            | 8,57             | 5,50             |                  |
| Середня температура, °C                       | 2,13             | 4,24             | 6,31             | 8,75             | 12,02            | 14,68            | 16,95            | 17,60            | 14,66            | 10,06            | 5,48             | 2,40             |                  |
| Середній мінімум, °C                          | −2,57            | −0,44            | 1,64             | 4,05             | 7,34             | 9,98             | 13,84            | 14,48            | 11,54            | 6,94             | 2,37             | −0,71            |                  |
| Норма опадів, мм                              | 265              | 192              | 180              | 159              | 126              | 98               | 69               | 70               | 97               | 200              | 305              | 254              |                  |
| Середньомісячна швидкість вітру, м/с          | 3.14             | 3.05             | 3.10             | 2.94             | 2.84             | 2.84             | 2.74             | 2.53             | 2.31             | 2.53             | 3.08             | 3.15             |                  |
| Середньомісячна сонячна радіація, кДж/м²·день | 3184             | 6098             | 9836             | 14852            | 18482            | 19933            | 21302            | 18291            | 13100            | 7050             | 3540             | 2498             |                  |
| --------------------------------------------- | ---------------- | ---------------- | ---------------- | ---------------- | ---------------- | ---------------- | ---------------- | ---------------- | ---------------- | ---------------- | ---------------- | ---------------- | ---------------- |
| Джерело:                                      |                  |                  |                  |                  |                  |                  |                  |                  |                  |                  |                  |                  |                  |